# Staurophlebia wayana
Staurophlebia wayana är en trollsländeart som beskrevs av Dirk Cornelis Geijskes 1959. Staurophlebia wayana ingår i släktet Staurophlebia och familjen mosaiktrollsländor. Inga underarter finns listade i Catalogue of Life.